# Trophée Santiago-Bernabéu
Pour les articles homonymes, voir Santiago Bernabéu (homonymie).
Le trophée Santiago Bernabéu (en espagnol : Trofeo Santiago Bernabéu) est un match amical de gala organisé par le Real Madrid tous les ans depuis 1979. Il est dédié à la mémoire de Santiago Bernabéu qui présida le club de 1943 jusqu'à son décès en 1978.
Le trophée se dispute au début de la saison, habituellement à la fin du mois d'août ou au début du mois de septembre, au stade Santiago Bernabéu. Habituellement, ce match se joue avant le premier match à domicile du championnat.

## Format
Lors de ses six premières éditions (de 1979 à 1984), le tournoi se disputait entre quatre équipes avec des demi-finales, un match pour la troisième place et une finale. En 1985, le Real Madrid n'invita qu'une seule équipe (le Bayern Munich) et par conséquent seul un match fut joué. C'est ce format à deux équipes qui a finalement été adopté depuis 1987, la seule exception datant de 2002 où le format à quatre équipes avait été utilisé pour fêter le centenaire du club madrilène.
Le choix de l'équipe invitée est très diverse mais se rattache souvent à l'histoire du Real Madrid. On peut ainsi évoquer l'édition 2010 qui a vu s'affronter le Real Madrid et le club uruguayen du CA Peñarol pour un remake de la finale de la première Coupe intercontinentale qui avait vu la victoire du Real Madrid 5-1 en 1960.
Le trophée, disputé entre le Real Madrid et le club invité, se joue sur une seule rencontre disputée au stade Santiago Bernabéu. En cas d'égalité à l'issue du temps réglementaire, aucune prolongation n'est jouée et les deux équipes se départageant alors aux tirs au but.

## Palmarès
| Édition                     | Date               | Vainqueur      | Score | Finaliste         | Buteur(s) |
| --------------------------- | ------------------ | -------------- | ----- | ----------------- | --- |
| I                           | 2 septembre 1979   | Bayern Munich  | 2-0   | Ajax Amsterdam    | Niedermayer 84e (1-0), Breitner 90e (pen.) (2-0)                                                                                              |
| II                          | 31 août 1980       | Bayern Munich  | 1-1   | Real Madrid       | G.Hernández 19e (0-1), Weiner 75e (1-1) |
| III                         | 2 septembre 1981   | Real Madrid    | 0-0   | AZ'67             | |
| IV                          | 1er septembre 1982 | Hambourg SV    | 3-1   | Standard Liège    | Geurts (0-1), Kaltz 33e (pen.) (1-1), Hrubesch 54e (2-1), Milewski 55e (3-1)                                                                  |
| V                           | 1er septembre 1983 | Real Madrid    | 3-2   | Hambourg SV       | Santillana 10e (1-0) 41e (2-2), Schröder 15e (1-1), Rolff 18e (1-2), Isidro 61e (3-2)                                                         |
| VI                          | 29 août 1984       | Real Madrid    | 4-1   | FC Cologne        | Hartwig 14e (0-1), Bonet 33e (1-1), Lozano 54e (2-1), Valdano 86e (3-1), Míchel 90e (4-1)                                                     |
| VII                         | 29 août 1985       | Real Madrid    | 4-2   | Bayern Munich     | Lerby 14e (0-1), Matthäus 38e (0-2), Sánchez 47e (pen.) (1-2), Butragueño 66e (2-2), Santillana 70e (3-2), Valdano 79e (4-2)                  |
| VIII                        | 27 août 1986       | Dynamo Kiev    | 3-2   | Real Madrid       | Sánchez 15e (pen.) (0-1), Juanito 19e (0-2), Yakovenko 27e (1-2), Belanov 74e (pen.) (2-2), Shcherbakov 80e (3-2)                             |
| IX                          | 26 août 1987       | Real Madrid    | 6-1   | Everton           | Butragueño 14e (1-0) 29e (4-0), Harper 15e (csc) (2-0), Sánchez 28e (3-0) 62e (5-1), Power 61e (4-1), Michel 66e (6-1)                        |
| X                           | 1er septembre 1988 | AC Milan       | 3-0   | Real Madrid       | Donadoni 44e (1-0), Mannari 76e (2-0), Maldini 84e (3-0)                                                                                      |
| XI                          | 30 août 1989       | Real Madrid    | 2-0   | Liverpool         | Sánchez 16e (1-0), Butragueño 19e (2-0) |
| XII                         | 30 août 1990       | AC Milan       | 3-1   | Real Madrid       | Carbone 15e (1-0), Van Basten 39e (pen.) (2-0), Jaro 45e (csc) (3-0), Parra 65e (3-1)                                                         |
| XIII                        | 30 août 1991       | Real Madrid    | 6-1   | CSD Colo-Colo     | Luis Enrique 7e (1-0), Sanchís 25e (2-0), Butragueño 28e (3-0), Martínez 43e (pen.) (3-1), Michel 67e (4-1), Alfonso 84e (5-1) 89e (6-1)      |
| XIV                         | 1er septembre 1992 | Ajax Amsterdam | 3-1   | Real Madrid       | Bergkamp 25e (1-0) 29e (2-0), Michel 65e (pen.) (2-1), Davids 71e (3-1)                                                                       |
| XV                          | 1er septembre 1993 | Inter Milan    | 2-2   | Real Madrid       | Butragueño 42e (0-1), Sanchís 46e (0-2), Schillaci 70e (1-2), Pančev 83e (2-2)                                                                |
| XVI                         | 31 août 1994       | Real Madrid    | 3-2   | SE Palmeiras      | Rivaldo 30e (0-1), Zamorano 37e (1-1) 71e (2-2), Evair 50e (1-2), Míchel 85e (3-2)                                                            |
| XVII                        | 30 août 1995       | Real Madrid    | 1-0   | Ajax Amsterdam    | Zamorano 72e (1-0) |
| XVIII                       | 27 août 1996       | Real Madrid    | 4-0   | Benfica           | Raúl 2e (1-0), Šuker 15e (pen.) (2-0), Víctor 56e (3-0), Lasa 70e (4-0)                                                                       |
| XIX                         | 6 septembre 1997   | Real Madrid    | 1-0   | Portuguesa        | Canabal 11e (1-0) |
| XX                          | 6 septembre 1998   | Real Madrid    | 4-0   | Peñarol           | Roberto Carlos 18e (1-0), Guti 28e (2-0) 52e (3-0), Amavisca 59e (4-0)                                                                        |
| XXI                         | 1er septembre 1999 | Real Madrid    | 4-2   | AC Milan          | Gattuso 12e (0-1), Seedorf 28e (1-1), Sávio 72e (2-1), McManaman 80e (3-1), Helguera 88e (4-1), Orlandini 90+1e (4-2)                         |
| XXII                        | 6 septembre 2000   | Real Madrid    | 2-0   | Santos            | Sávio 83e (pen.) (1-0), Munitis 87e (2-0) |
| XXIII                       | 14 août 2001       | Inter Milan    | 2-1   | Real Madrid       | Vieri 5e (1-0), Hierro 80e (pen.) (1-1), Adriano 89e (2-1)                                                                                    |
| XXIV                        | 4 août 2002        | Bayern Munich  | 2-1   | Real Madrid       | Ballack 27e (pen.) (1-0), Salihamidžić 64e (2-0), Figo 82e (2-1)                                                                              |
| XXV                         | 23 septembre 2003  | Real Madrid    | 3-1   | River Plate       | Solari 55e (1-0), Portillo 58e (2-0) 70e (3-0), González 81e (3-1)                                                                            |
| XXVI                        | 31 août 2004       | Pumas          | 1-0   | Real Madrid       | Castro 69e (1-0) |
| XXVII                       | 23 août 2005       | Real Madrid    | 5-0   | Sélection MLS     | Beckham 22e (1-0), Ronaldo 39e (2-0) 73e (3-0), Guti 75e (4-0), Raúl 90e (5-0)                                                                |
| XXVIII                      | 23 août 2006       | Real Madrid    | 2-1   | Anderlecht        | Van Nistelrooy 21e (1-0) 33e (2-0), Siani 83e (2-1)                                                                                           |
| XXIX                        | 5 décembre 2007    | Real Madrid    | 2-0   | Partizan Belgrade | J. Baptista 35e (1-0), Drenthe 67e (2-0) |
| XXX                         | 27 août 2008       | Real Madrid    | 5-3   | Sporting CP       | Higuaín 15e (1-0) 23e (3-0), Robben 19e (2-0), Izmailov 31e (3-1) , Raúl 40e (pen.) (4-1), Polga 43e (4-2), Djaló 74e (5-2), Veloso 90e (5-3) |
| XXXI                        | 24 août 2009       | Real Madrid    | 4-0   | Rosenborg         | Benzema 12e (1-0) 27e (3-0), Diarra 26e (2-0), Raúl 55e (4-0)                                                                                 |
| XXXII                       | 24 août 2010       | Real Madrid    | 2-0   | Peñarol           | Di María 67e (1-0), Van Der Vaart 90+2e (pen.) (2-0)                                                                                          |
| XXXIII                      | 24 août 2011       | Real Madrid    | 2-1   | Galatasaray       | İnan 10e (0-1), Ramos 31e (1-1), Benzema 51e (2-1)                                                                                            |
| XXXIV                       | 26 septembre 2012  | Real Madrid    | 8-0   | Los Millonarios   | Kaká 14e (1-0) 38e (5-0) 60e (pen.) (6-0), Callejón 23e (2-0) 68e (7-0), Morata 32e (3-0) 36e (4-0), Benzema 79e (8-0)                        |
| XXXV                        | 22 août 2013       | Real Madrid    | 5-0   | Al Saad           | Raúl 23e (1-0) , Jesé 59e (2-0) 82e (4-0) 87e (5-0), Benzema 69e (pen.) (3-0)                                                                 |
| Non tenu en 2014            |                    |                |       |                   | |
| XXXVI                       | 18 août 2015       | Real Madrid    | 2-1   | Galatasaray       | Nacho 17e (1-0) Sneijder 54e (1-1) Marcelo 81e (2-1)                                                                                          |
| XXXVII                      | 16 août 2016       | Real Madrid    | 5-3   | Stade de Reims    | Chavarría 7e (0-1), Danilo 11e (1-1), Ramos 40e (2-1), Morata 45e (3-1), Oudin 50e (3-2), James 60e (4-2), Kyei 73e (4-3), Mariano 80e (5-3)  |
| XXXVIII                     | 23 août 2017       | Real Madrid    | 2-1   | Fiorentina        | Veretout 4e (0-1), Mayoral 7e (1-1), Ronaldo 33e (2-1)                                                                                        |
| XXXIX                       | 11 août 2018       | Real Madrid    | 3-1   | AC Milan          | Benzema 2e (1-0), Higuaín 4e (1-1), Bale 45+1e (2-1), Mayoral 90+1e (3-1)                                                                     |
| Non tenu entre 2019 et 2024 |                    |                |       |                   | |

## Statistiques et records

### Bilan par club
| Club | Vainqueur | Finaliste | 3e place | 4e place |
| --- | --------- | --------- | -------- | -------- |
| Real Madrid | 28        | 9         | 2        | 0        |
| Bayern Munich | 3         | 1         | 0        | 1        |
| AC Milan | 2         | 2         | 0        | 1        |
| Inter Milan | 2         | 0         | /        | /        |
| Ajax Amsterdam | 1         | 2         | 0        | 0        |
| Hambourg SV | 1         | 1         | 0        | 0        |
| Dynamo Kiev | 1         | 0         | 1        | 0        |
| Pumas UNAM | 1         | 0         | /        | /        |
| Galatasaray Peñarol | 0         | 2         | /        | /        |
| Anderlecht | 0         | 1         | 1        | 1        |
| Benfica | 0         | 1         | 0        | 1        |
| AZ Alkmaar Standard Liège Cologne | 0         | 1         | 0        | 0        |
| River Plate Palmeiras Portuguesa Santos Colo-Colo Los Millonarios Everton FC Liverpool FC Rosenborg BK SC Sporting Al Saad Partizan Belgrade MLS Stade de Reims AC Fiorentina | 0         | 1         | /        | /        |
| Dinamo Tbilissi Steaua Bucarest | 0         | 0         | 1        | 0        |
| Bordeaux Feyenoord | 0         | 0         | 0        | 1        |

### Meilleurs buteurs
| Buts | Joueurs           | Club                   | Détail par édition                                                          |
| 8    | Emilio Butragueño | Real Madrid            | 1 en 1984, 1 en 1985, 1 en 1986, 2 en 1987, 1 en 1989, 1 en 1991, 1 en 1993 |
| 7    | Míchel            | Real Madrid            | 1 en 1984, 2 en 1986, 1 en 1987, 1 en 1991, 1 en 1992, 1 en 1994            |
| 6    | Hugo Sánchez      | Real Madrid            | 1 en 1985, 2 en 1986, 2 en 1987, 1 en 1989                                  |
| 6    | Karim Benzema     | Real Madrid            | 2 en 2009, 1 en 2011, 1 en 2012, 1 en 2013, 1 en 2018                       |
| 5    | Carlos Santillana | Real Madrid            | 1 en 1981, 1 en 1982, 2 en 1983, 1 en 1985                                  |
| 5    | Raúl              | Real Madrid            | 1 en 1996, 1 en 2005, 1 en 2008, 1 en 2009, 1 en 2013                       |
| 4    | Laurie Cunningham | Real Madrid            | 1 en 1979, 2 en 1980, 1 en 1981                                             |
| 3    | Jorge Valdano     | Real Madrid            | 2 en 1984, 1 en 1985                                                        |
| 3    | Juanito           | Real Madrid            | 2 en 1979, 1 en 1986                                                        |
| 3    | Iván Zamorano     | Real Madrid            | 2 en 1994, 1 en 1995                                                        |
| 3    | Javier Portillo   | Real Madrid            | 1 en 2002, 2 en 2003                                                        |
| 3    | Guti              | Real Madrid            | 2 en 1998, 1 en 2005                                                        |
| 3    | Kaká              | Real Madrid            | 3 en 2012                                                                   |
| 3    | Jesé              | Real Madrid            | 3 en 2013                                                                   |
| 3    | Álvaro Morata     | Real Madrid            | 2 en 2012, 1 en 2016                                                        |
| 3    | Gonzalo Higuaín   | Real Madrid / AC Milan | 2 en 2008, 1 en 2018                                                        |